# Armand De Decker
Armand De Decker (ur. 8 października 1948 w Uccle, zm. 12 czerwca 2019) – belgijski i waloński polityk, przewodniczący Senatu Belgii dwóch kadencji (1999–2004 oraz 2007–2010). Mąż Jacqueline Rousseaux.

## Życiorys
Ukończył w 1973 studia prawnicze (licencjat) na Université Libre de Bruxelles. W tym samym roku rozpoczął praktykę w zawodzie prawnika w Brukseli.
Od 1979 wchodził w skład władz krajowych Partii Reformatorsko-Liberalnej i współtworzonego przez nią w 2002 Ruchu Reformatorskiego. W latach 1979–1981 był zastępcą sekretarza generalnego PRL, w pierwszej połowie lat 90. kierował tą partią w regionie brukselskim. W 1980 pełnił funkcję doradcy ministra obrony Charles’a Poswicka.
W latach 1981–1995 przez cztery kadencje sprawował mandat posła do federalnej Izby Reprezentantów. W 1995 po raz pierwszy uzyskał mandat senatora. Do belgijskiego Senatu był wybierany ponownie w 1999, 2003 i 2007. Od 1995 do 1999 przewodniczył radzie regionu stołecznego, następnie do 2004 był przewodniczącym Senatu. W 2006 objął stanowisko burmistrza Uccle (wcześniej w latach 1989–1995 był radnym tej miejscowości).
Od 2004 wykonywał obowiązki ministra ds. współpracy na rzecz rozwoju w drugim rządzie Guya Verhofstadta. Po wyborach w 2007 ponownie powołano go na stanowisko przewodniczącego Senatu, którym kierował do 2010. Brał udział w rozmowach nad utworzeniem koalicji rządowej w trakcie kryzysu politycznego 2007–2008. W 2010 odnowił mandat senatora na kolejną kadencję. W 2014 został posłem do parlamentu Regionu Stołecznego Brukseli.
W 2009 przyznano mu honorowy tytuł ministra stanu.

## Odznaczenia
- Wielka Wstęga Orderu Korony (Belgia)
- Wielka Wstęga Orderu Leopolda II (Belgia)
- Wielki Oficer Orderu Leopolda (Belgia)
- Krzyż Wielki Orderu Danebroga (Dania)
- Krzyż Wielki Orderu Białej Róży (Finlandia)
- Krzyż Oficerski Legii Honorowej (Francja)
- Krzyż Wielki Orderu Izabeli Katolickiej (Hiszpania)
- Wielki Komandor Orderu Feniksa (Grecja)
- Krzyż Wielki Orderu Oranje-Nassau (Holandia)
- Wielki Oficer Orderu św. Karola (Kolumbia)
- Krzyż Wielki Orderu Zasługi (Malta)
- Wielki Oficer Orderu Alawitów (Maroko)
- Wielka Wstęga Orderu Orła Azteków (Meksyk)
- Krzyż Wielki Orderu Zasługi (Norwegia)
- Krzyż Wielki Orderu Słońca Peru (Peru)
- Krzyż Wielki Orderu Gwiazdy Polarnej (Szwecja)
- Krzyż Wielki Orderu Zasługi Republiki (Węgry)
- Krzyż Wielki Orderu Zasługi Republiki (Włochy)
- Krzyż Oficerski Orderu Plejady (Frankofonia)